# Janet Margolin
Janet Margolin (Nova York, 25 de juliol de 1943 - Los Angeles, 17 de desembre de 1993) va ser una actriu nord-americana de pare rus. Deu la seva fama fonamentalment a la seva participació en dues importants pel·lícules de l'oscaritzat director de cinema Woody Allen: Take the Money and Run (1969), on fa el paper femení protagonista al costat del propi Allen, actor, director i guionista; i Annie Hall (1977).
Va estar casada amb els actors Jerry Brandt i Ted Wass.

## Carrera cinematogràfica
Els seus començaments al cinema, amb tan sols 20 anys, van ser a la pel·lícula David i Lisa (1962), per la qual va rebre un Globus d'or com a millor actriu debutant. Va treballar profusament en televisió (l'any 1990 va participar en la sèrie Columbo) i teatre. La seva última pel·lícula en la gran pantalla va ser Caçafantasmes 2 (1989), ja que posteriorment va morir de càncer amb tan sols 50 anys.